# كاتسودو شاشين

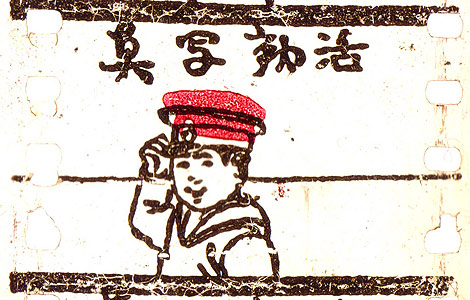
لقطة من مقطع الثلاث ثواني. التاريخ وصاحب العمل مجهولان.

كاتسودو شاشين (活動写真، أي الصورة المتحركة) ويشار إليه أحيانًا باسم قطعة ماتسوموتو هو مقطع سينمائي على شكل رسوم متحركة ياباني هو أقدم عمل رسوم متحركة في اليابان. صاحب العمل مجهول. تشير الدلائل إلى أن المقطع أُنتج قبل عام 1912 مما يشير إلى أنه قد يكون قد سبق أول عروض الأفلام المتحركة الغربية في اليابان. اُكتشف في مجموعة أفلام و‌أجهزة إسقاط في كيوتو عام 2005.
يظهر في المقطع الذي لا يتجاوز طوله ثلاث ثوانٍ فتًى صغير يكتب "活動写真" ثم ينزع قبعته ثم يُلوّح.

## وصلات خارجية
- كاتسودو شاشين على موقع IMDb (الإنجليزية)
- كاتسودو شاشين على موقع فيلمافينيتي (الإسبانية)
- كاتسودو شاشين على موقع قاعدة بيانات الفيلم (الإنجليزية)
- كاتسودو شاشين على موقع ليتربوكسد (الإنجليزية)
- كاتسودو شاشين على موقع كينوبويسك (الروسية)